# L’Hospitalet
L’Hospitalet ist eine französische Gemeinde mit 96 Einwohnern (Stand 1. Januar 2022) im Département Alpes-de-Haute-Provence in der Region Provence-Alpes-Côte d’Azur. Administrativ ist sie dem Kanton Reillanne und dem Arrondissement Forcalquier zugeteilt.

## Geografie

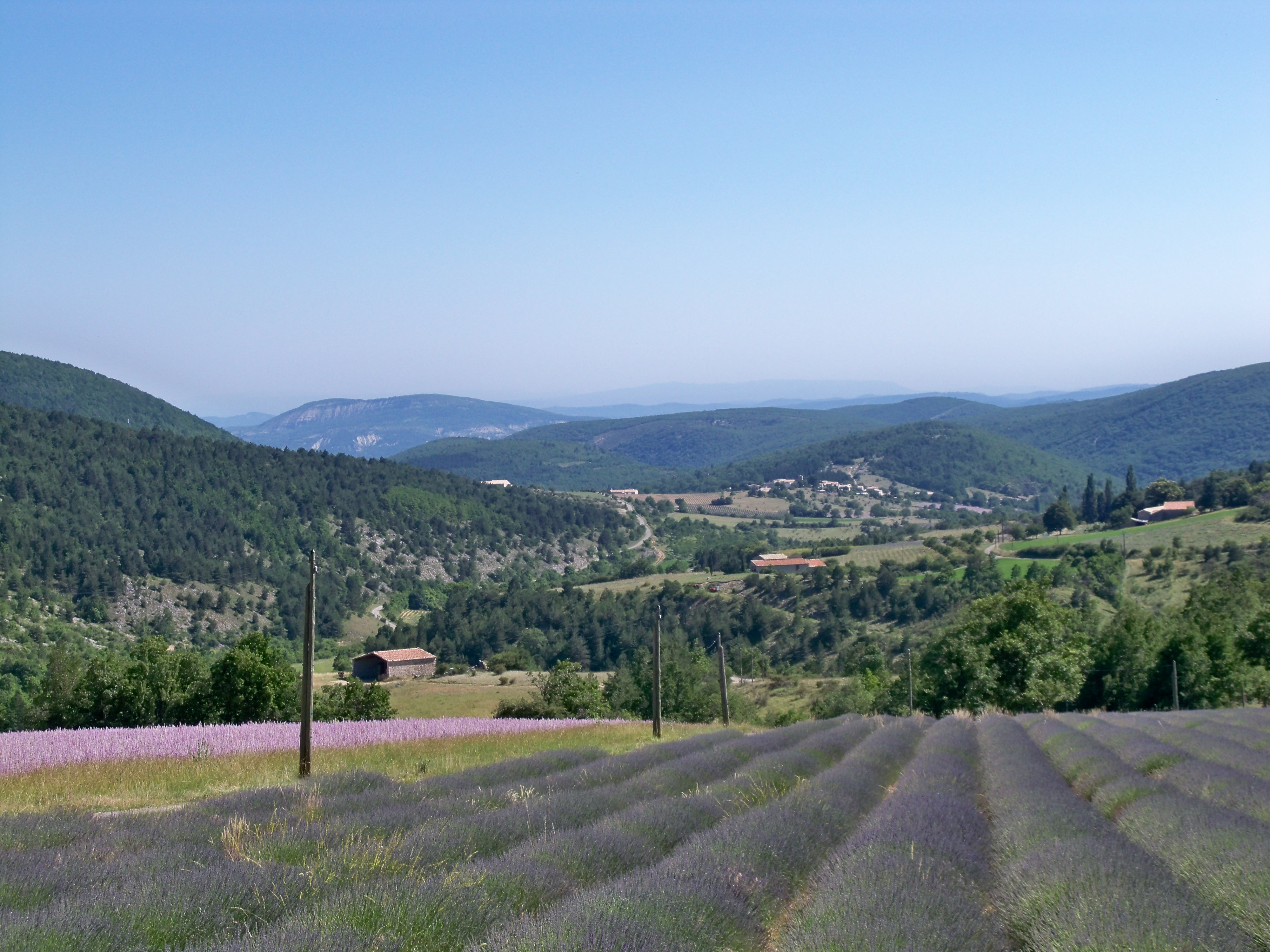
Weiler Les Anglars mit Lavendelfeldern im Vordergrund

Der kleine Bergort ist eine Streusiedlung mit 96 Einwohnern (Stand 1. Januar 2022). Er liegt am Fuße des Bergmassivs Montagne de Lure 40 Kilometer westlich von Digne-les-Bains und ist ausschließlich vom Süden entweder von Saumane oder von Lardiers über die gegabelte Départementstraße D12 zu erreichen.
Das Gemeindegebiet umfasst auch die Weiler Les Girons, Champ de l’Amant und Les Anglars, sowie den Berggipfel Le Narreteau (1.486 Meter) und den Pass Col Saint-Vincent.
Das Klima ist mediterran geprägt, allerdings ist das Dorf sehr stark dem Mistral ausgesetzt.

## Wirtschaft
Die wenigen Familien der Gemeinde leben vorwiegend vom Tourismus und der Herstellung von Lavendelöl, Banon-Käse sowie Honig (Miel de Provence). Zudem wird Schafsaufzucht (Agneau de Sisteron AOC) betrieben.

## Geschichte
Das Dorf mit dem lateinischen Namen Castrum de Hospitalariis (auch Hotpitalatum), entstand um das Jahr 1200 auf Initiative der Hospitalier des Malteserordens auch „Orden vom Hospital des Heiligen Johannes zu Jerusalem“ genannt. Zwei Jahreszahlen werden in alten Quellen als Gründungsdatum genannte: 1160 und 1250, wobei das erstere wahrscheinlicher ist. Wenn dies zutrifft, dann geht L’Hospitalet auf die Ordensbrüder von Manosque zurück. Mitte des 13. Jahrhunderts gründete der Malteserorden vor Ort eine Pfarrei sowie in Lardiers eine Leprakolonie. Die weltliche Macht übten die Herren von Simiane, die bereits das Lehen von Saumane besaßen, aus. Der Ort blieb unbedeutend. Ende des 15. Jahrhunderts gab es in L’Hospitalet nur noch zwei steuerpflichtige Haushalte (feu fiscaux) und vielleicht zehn Einwohner.
In der Neuzeit konnte sich die Gemeinde loskaufen und wurde selbständig. Während der Französischen Revolution gründeten die Bewohner vor Ort ein „Politischer Klub der Jakobiner“. Damals lebten rund 225 Einwohner und Einwohnerinnen in L’Hospitalet. Ab der Mitte des 19. Jahrhunderts ging diese Zahl kontinuierlich zurück.
Acht Bewohner des Dorfes fielen im Ersten Weltkrieg. In den 1960er Jahren begann das Oberkommando der Atomstreitmacht oberhalb von L’Hospitalet auf dem Plateau d’Albion mit der Errichtung einer ihrer Kommandoposten, doch wurden die Arbeiten nach einer Budgetkürzung nach wenigen Jahren wieder eingestellt. Heute sieht man davon nur noch ein großes klaffendes Loch am Westhang des Gardette zu dem eine Piste führt.

### Wappen
Blasonierung: Im Schildkopf auf Grün ein goldener Pfahl; im goldenen Schildfuß ein grüner Wyvern (auch Viper, frz. guivre genannt).

### Bevölkerungsentwicklung

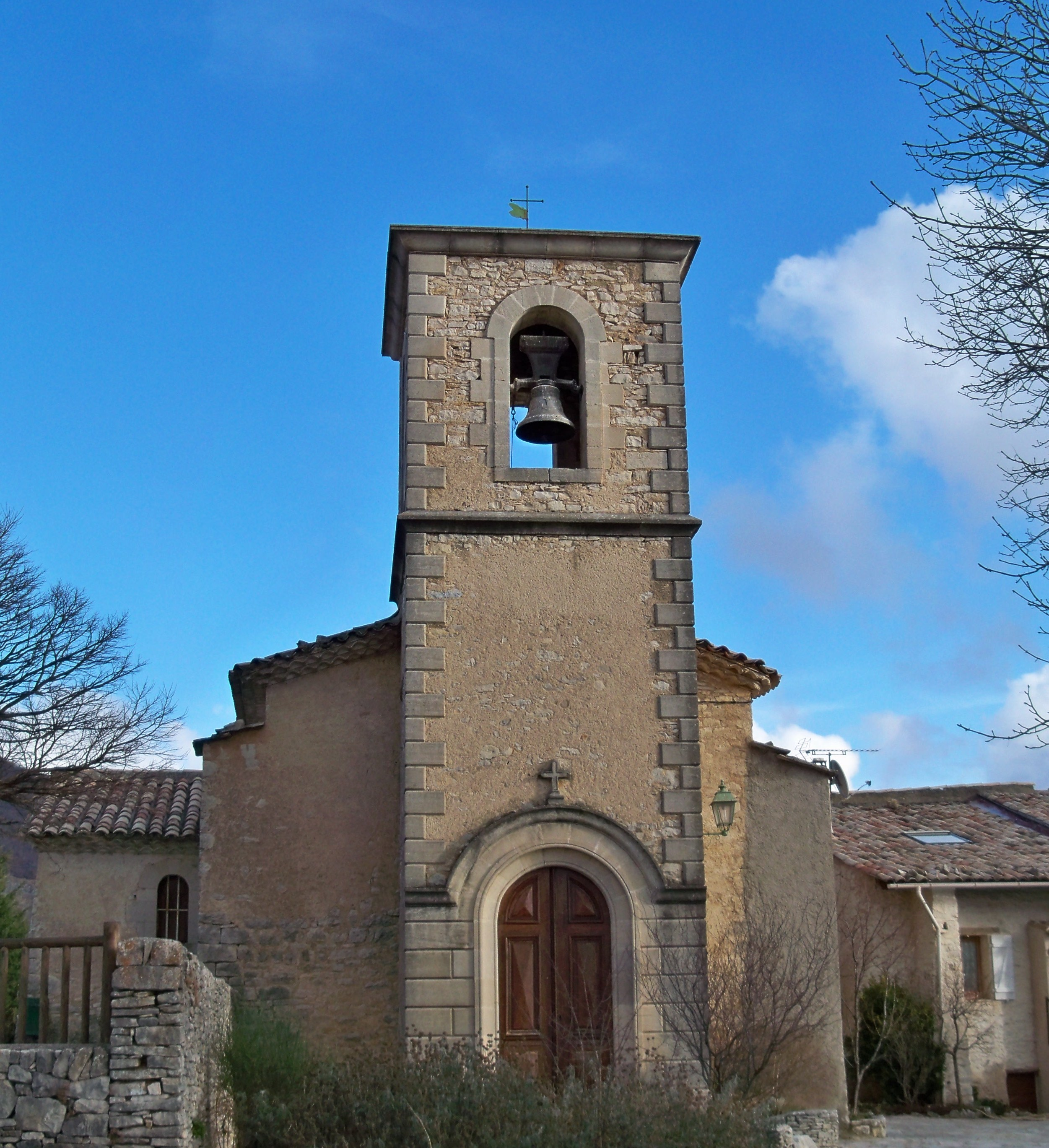
Kirche Saint-Jean-Baptiste

| Jahr      | 1954 | 1962 | 1968 | 1975 | 1982 | 1990 | 1999 | 2009 | 2016 |
| --------- | ---- | ---- | ---- | ---- | ---- | ---- | ---- | ---- | ---- |
| Einwohner | 57   | 32   | 49   | 33   | 52   | 58   | 78   | 89   | 90   |

## Sehenswürdigkeiten
Die Pfarrkirche Saint-Jean-Baptiste (‚Johannes der Täufer‘) ist im Wesentlichen aus dem 13. Jahrhundert. Einige Überreste sind aus dem 12. Jahrhundert und stammen noch von der ersten Kirche, die von den Johannitern gebaut wurde. Die mit einem Halbkugelgewölbe (cul-de-four) überdeckte Apsis wird von vier kleinen Fenstern beleuchtet und schließt nach außen direkt mit der geraden Fassadenwand ab (chevet plat). Das mit Schießscharten versehene Kirchenschiff ist einjochig. Der Chor beherbergt im Norden eine Seitenkapelle. Der gedrungene Glockenturm stammt aus dem 17. Jahrhundert. Im 19. Jahrhundert wurde das Bauwerk restauriert.